# Nakamura Utaemon I
Nakamura Utaemon I (中村歌右衛門 (初代), 1714–1791) est un acteur kabuki de l'époque d'Edo, ancêtre d'une famille de comédiens originaires de la région de Keihanshin. 

## Biographie
Fils d'un médecin de province, il décide de rejoindre une troupe de comédiens, commencement d'une longue carrière théâtrale.   
Nakamura Utaemon est un nom de scène porteur d'importantes connotations culturelles et historiques.
En 1782, Utaemon accorde le nom Nakamura Utaemon II à son élève favori mais le nom est ensuite récupéré (ou abandonné) en 1790. Puis le nom est transmis à son fils qui le conserve. Utaemon III est le fils naturel de Nakamura Utaemon I.
Dans le monde conservateur du kabuki, les noms de scène sont transmis de père en fils dans un système formel qui convertit le nom de scène kabuki en une marque de réussite.

## Liste des acteurs portant le nom Nakamura Utaemon
- Nakamura Utaemon I (1714–1791) [2]
- Nakamura Utaemon II (1752-1798) [3]
- Nakamura Utaemon III (1778–1838) [1]
- Nakamura Utaemon IV (1798–1852) [1]
- Nakamura Utaemon V (1865–1940) [1]
- Nakamura Utaemon VI (1917–2001) [5]

## Source de la traduction
- (en) Cet article est partiellement ou en totalité issu de l’article de Wikipédia en anglais intitulé « Nakamura Utaemon I » (voir la liste des auteurs).